# Bunta
Bunta (ぶんた) est un prénom japonais masculin.

## En kanji
Ce prénom s'écrit entre autres sous les formes suivantes :
- 文太 : écrits et gros
- 文多 : écrits et beaucoup

## Personnes célèbres
- Bunta Hachi (蜂 文太) est un mangaka japonais.
- Bunta Katsura (桂 文太) est un écrivain japonais né en 1952.
- Bunta Sugawara (菅原 文太) est un acteur japonais né en 1933.

## Dans la fiction
- Bunta Daichi (大地 文太) est un personnage de la série télévisée japonaise JAKQ Dengekitai.
- Bunta Fujiwara est l'un personnages principaux du manga Initial D.
- Bunta Kōno (河野 文太) est un personnage de la série de mangas Je ne suis pas un ange.
- Bunta Takakura (高倉 文太) est un personnage du manga Shin Chan.